# Erzengel Raphael

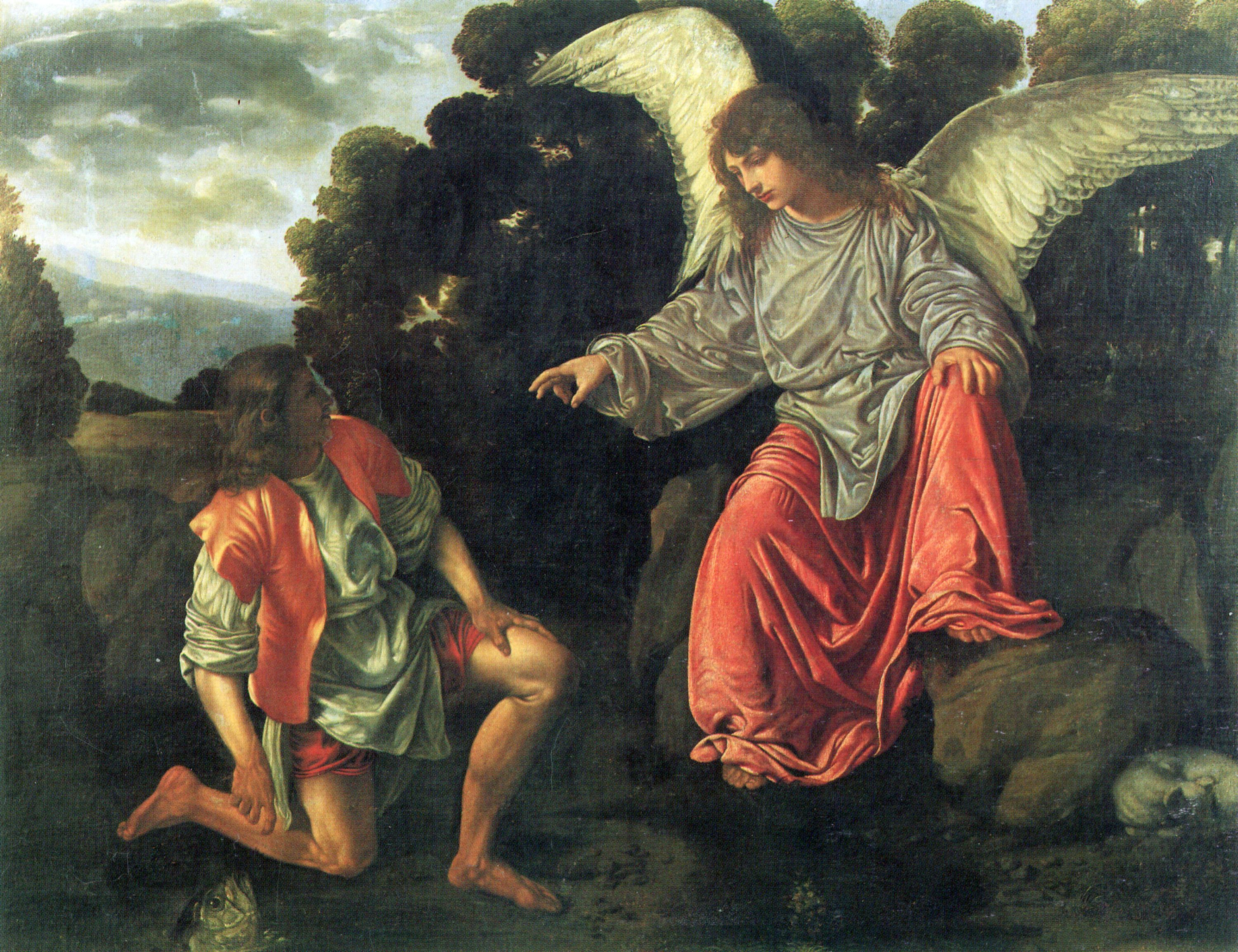
Tobias und der Erzengel Raphael, Ölbild von Giovanni Gerolamo Savoldo (1542)

Tobias und Raphael (17. Jh.)

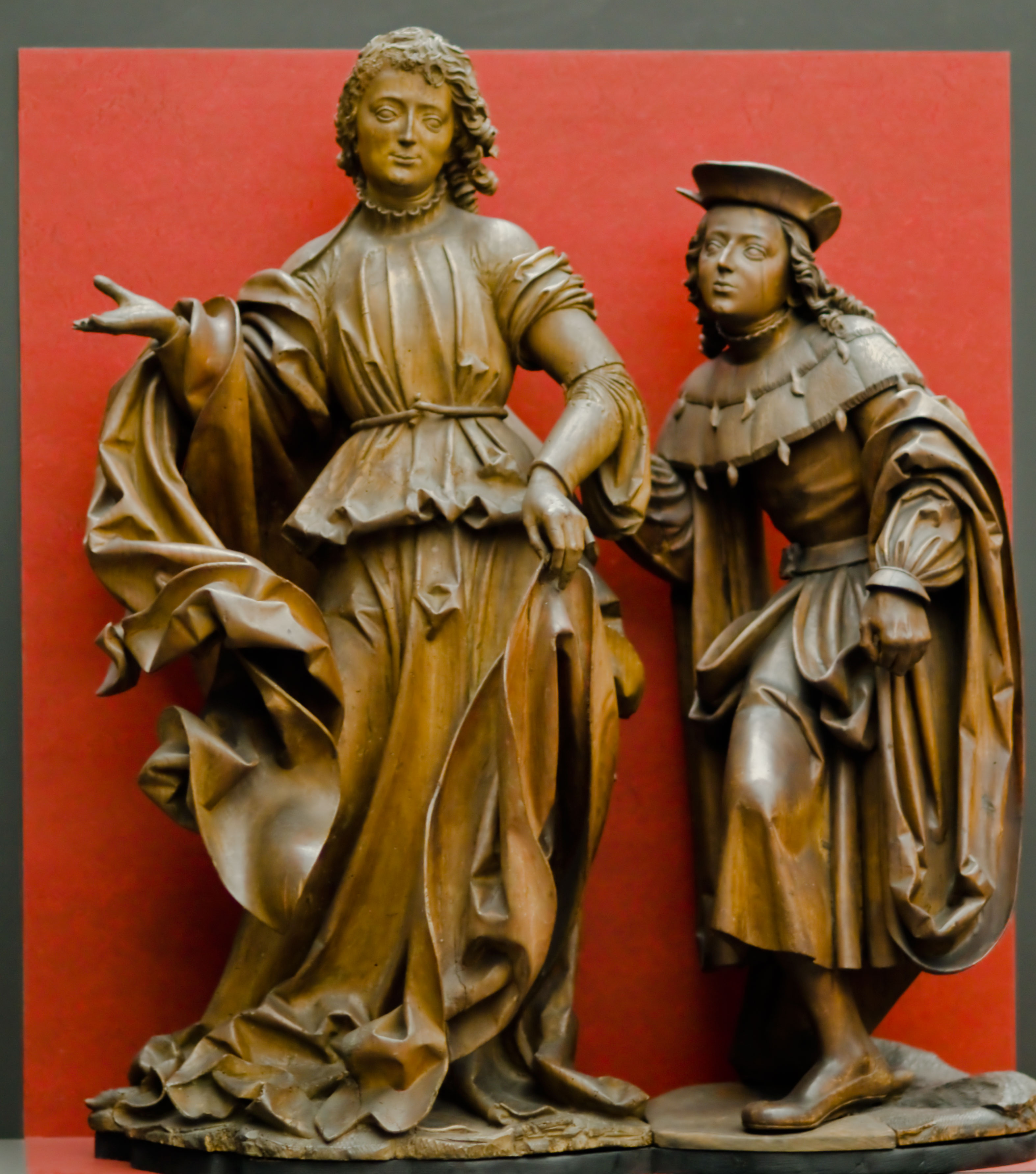
Erzengel Raphael und Tobias, Germanisches Nationalmuseum Nürnberg (1516).

Raphael und Tobias (Kloster Ottobeuren)

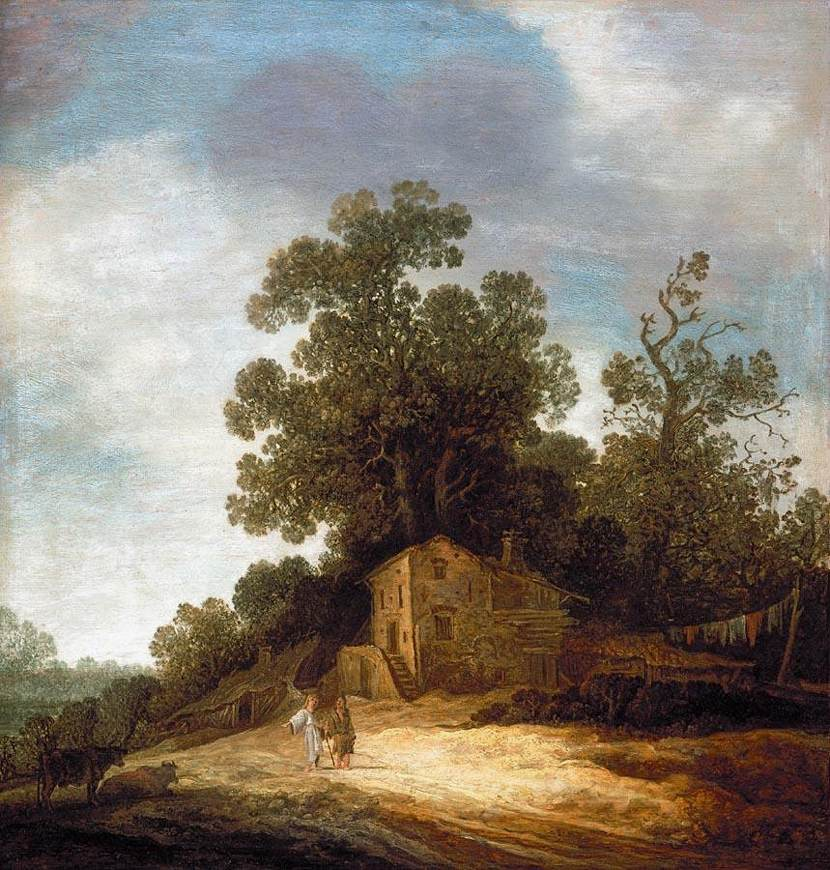
Landschaft mit Tobias und Raphael
(Molijn, 1654)

Raphael (lateinisch Rafael, Raphael, Raphaël, Rafahel; hebräisch: רפאל rafa'el; „Gott heilt“, „Gott hat geheilt“) ist ein in den alttestamentlichen apokryphen bzw. deuterokanonischen Texten erwähnter Erzengel oder Engel. 

## Altes Testament
Raphael ist im Buch Tobit (Altes Testament, Spätschrift) der Engel, der das Gebet von Tobias (Sohn des Tobit) hört (Tob 3,17 ), ihn auf seiner Reise von Ninive nach Rages begleitet, ihm Sara in Ekbatana als Ehefrau vermittelt (Tob 6,10–13 ) und Tobias’ Vater Tobit heilt.

## Jüdische Tradition
Das Buch Tobit ist nicht Teil des Tanach. Raphael wird mehrfach in anderen Texten der jüdischen Tradition als einer der Engel genannt, z. B. im Babylonischen Talmud, (Traktat Yoma 37a), wo er Abraham heilt. Das hebräische rapha'el bzw. raphach bedeutet: „Gott heilt.“ Raphael wird als der Engel der Heilung bezeichnet. Sein Name teilt den Wortstamm mit dem hebräischen Wort für Heilung (rophe).

## Christliche Tradition

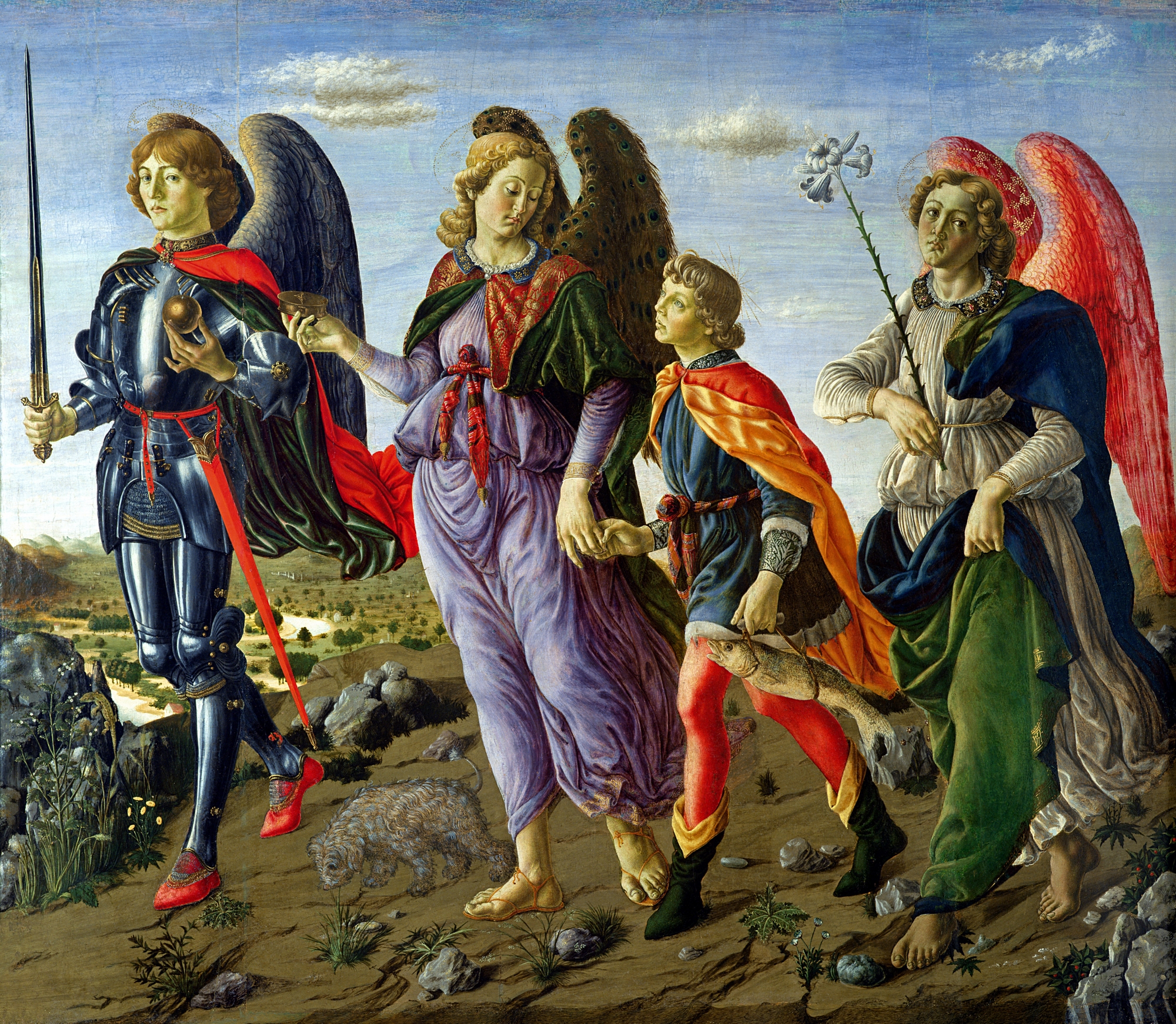
Die Erzengel geleiten Tobias
(Botticini, 1470)

### Vorstellung
Im Neuen Testament ist eine Vorstellung von Engeln zu finden, jedoch wird der Erzengel Raphael nicht namentlich erwähnt. Raphael als Erzengel neben Michael, Gabriel und Uriel wurde vom Urchristentum nach den Spätschriften des Alten Testaments in die Glaubensvorstellung aufgenommen, aus der sich auch die Darstellung von Raphael in der katholischen Tradition ableiten lässt.

### Ikonographie
In der Ikonographie der christlichen Kunst wird Raphael meist als Pilger mit Stab und Wandertasche als der Begleiter von Tobias dargestellt, oft mit einem Fisch. Denn Raphael weist Tobias auf die Heilkraft der Innereien des Fisches hin (Tob 6,8 ).

### Patronat und Gedenktag
Raphael gilt in der christlichen Tradition aus dem Mittelalter als Schutzpatron der Kranken und Apotheker. Da er Tobias auf seiner Reise begleitete, ist er seit damals dargestellt als Patron der Reisenden, auch der Seeleute und Auswanderer sowie der Pilger. Er ist traditionell als ein Patron der Dachdecker und Bergleute angesehen. Raphael ist nach Anselm Grün nicht nur der Engel, der Wunden heilt (Saras Besessenheit, Tobits Blindheit), sondern auch „heilsame Beziehungen“ ermöglicht.
Der Gedenktag Raphaels war in der katholischen Kirche von 1924 bis 1969 der 24. Oktober, heute wird am 29. September das „Fest der Erzengel Michael, Gabriel und Rafael“ gefeiert.
Raphael wird von katholischen Blinden wegen seiner Funktion als Begleiter des Tobias auch als Schutzpatron verehrt.
Tobias ist der Patron der Kapelle im einstigen Internationalen Blindenzentrum in Landschlacht TG in der Schweiz. Das Blindenzentrum in Bozen in Südtirol sind dem Erzengel Raphael geweiht. In Österreich steht eine Messkapelle hl. Raphael in Gößl.
Außerdem werden im deutschen Sprachraum oft auch Begleiter, die sich blinden oder stark sehbehinderten Menschen zur Verfügung stellen, als „Raphaele“ bezeichnet.